# كرم سدة
كرم سدة هي إحدى القرى اللبنانية من قرى قضاء زغرتا في محافظة الشمال.

## أعلام
- بطرس الخوري